# Derek Parfit
Derek Parfit, né le 11 décembre 1942 à Chengdu et mort le 1er janvier 2017 à Oxford, est un philosophe britannique, spécialiste de philosophie morale, et en particulier des questions touchant à l'identité personnelle et à la rationalité. Derek Parfit est Senior Research Fellow au All Souls College de l'université d'Oxford. Il est professeur invité au département de philosophie de l'université de New York, de l'université Harvard et de l'université Rutgers.
Son premier livre, Reasons & Persons (« Des Raisons et des Personnes », paru en 1984), l'a rendu célèbre. Il a été largement salué dans le monde universitaire anglo-saxon, et il a exercé une grande influence sur le développement de la philosophie normative contemporaine.
Son second livre, On What Matters (« De ce qui Importe »), a été présenté comme l'une des plus importantes contributions à l'éthique depuis Methods of Ethics de Henry Sidgwick.
Parfit préparait plusieurs ouvrages : The Metaphysics of the Self, Rediscovering Reasons, ainsi que deux livres de photographie consacrés à l'architecture de Saint-Pétersbourg et de Venise. Il a eu le temps d'achever le volume III de On What Matters (paru le 1er janvier 2017).

## Philosophie
Reasons & Persons aborde un grand nombre de thèmes. Notamment, les rapports entre rationalité et moralité, les différentes théories du bien-être, la nature des personnes, ou les devoirs envers les générations futures.
Il tente de réfuter la théorie instrumentale de la rationalité, la thèse selon laquelle nos désirs ou nos préférences ne pourraient pas, en eux-mêmes, être irrationnels. Selon Parfit, certaines attitudes envers le temps sont intrinsèquement irrationnelles.
L'un des projets importants de ce livre est, aussi, de réfuter l'égoïsme rationnel, la thèse selon laquelle nous n'avons, ultimement, que des raisons de nous soucier de notre propre bien-être. Les conclusions métaphysiques auxquelles arrive Parfit, sur la nature des personnes et de l'identité personnelle, justifieraient la révision d'une grande partie de nos attitudes et croyances morales ordinaires. La quatrième partie de l'ouvrage est consacrée à la façon dont la partie conséquentialiste de nos théories morales rend compte de nos devoirs envers les générations futures. Il y démontre que les principes prima facie plausibles permettant l'agrégation du bien-être (qui font appel à l'utilité moyenne ou totale) ont des conclusions moralement inacceptables.
Son second livre, On What Matters (2011), offre un vigoureux plaidoyer pour un réalisme non-naturaliste concernant les raisons pratiques. Il défend le réalisme contre ses objections classiques, épistémologiques, métaphysiques, évolutionnistes. Il prolonge, de plus, l'ambition de Sidgwick d'une théorie morale unifiée. Il présente une tentative de révision et d'unification du kantisme, du contractualisme scanlonien, et du conséquentialisme.

## Réception en France
Derek Parfit reste encore peu connu en France. Il aura fallu plus de 40 ans pour qu'une traduction en français de Reasons & Persons, intitulée Les raisons et les personnes, paraisse, malgré son influence sur les débats contemporains. Un projet de traduction avait précédemment été lancé par les PUF dans le cadre de la collection Éthique et philosophie morale, mais semble avoir été abandonné. Peu après sa parution, la théorie de l'identité proposée dans Reasons & Persons avait pourtant été l'objet, en France, d'une longue discussion menée par Paul Ricœur, dans Soi-même comme un autre.

## Publications choisies
- (en) Reasons and Persons, Oxford University Press, 1984.
- (en) "Reasons and Motivation", The Aristotelian Soc. Supp. Vol. 77: 99-130, 1997.
- (en) "Normativity", in Russ Shafer-Landau (ed.), Oxford Studies in Metaethics, vol. I, Clarendon, Oxford, 2006.
- (en) On What Matters, 2 vol., Oxford, 2012.
- (fr) Les esprits divisés et la nature des personnes (trad. J. Dokic), in E. Garcia et F. Nef (éds), Métaphysique contemporaine (Collection: Textes-clés), Paris, Vrin, 2007, p. 311-324.
- (fr) "Égalité ou priorité ?" in Revue française de science politique,1996, Volume 46, Numéro 2, p. 280-320.
- (fr) "Expériences, sujets et schèmes conceptuels" traduit par Sophia Mo.
- (fr) C. Audard (éd.), Anthologie historique et critique de l'utilitarisme, vol. 3, PUF, 1999. (Contient de longs extraits traduits de textes de Parfit.)
- (fr) Nous ne sommes pas des êtres humains traduit par Nil Hours.